# Qibla

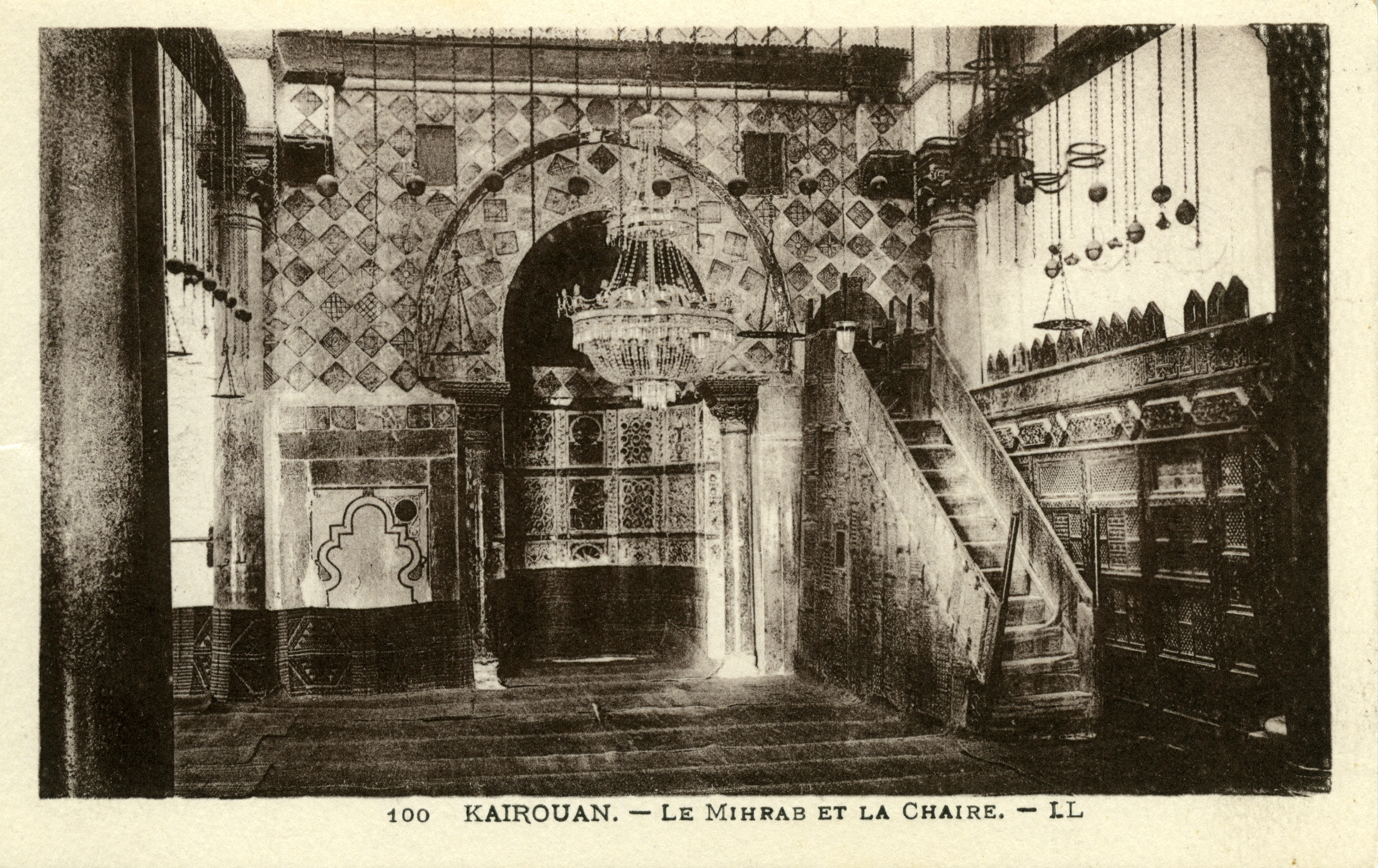
Die Qibla-Wand in der Hauptmoschee von Kairouan. Postkarte um 1900.

Die Qibla (arabisch قبلة, DMG qibla ‚Gebetsrichtung‘) ist die vom Koran vorgeschriebene Gebetsrichtung der Muslime zur Kaaba in Mekka, dem höchsten Heiligtum des Islam, wo immer sich der Gläubige auf der Erde befinden mag.
Die Ermittlung dieser Richtung führte schon früh zu maßgeblichen Verbesserungen in Astronomie und Himmelsmechanik durch die Araber.
Im Gegensatz zu orthodoxen Muslimen (Sunniten und Schiiten) beten die Aleviten, da sie auch kein Pflichtgebet kennen, nicht in Richtung der Qibla.

## Geschichte

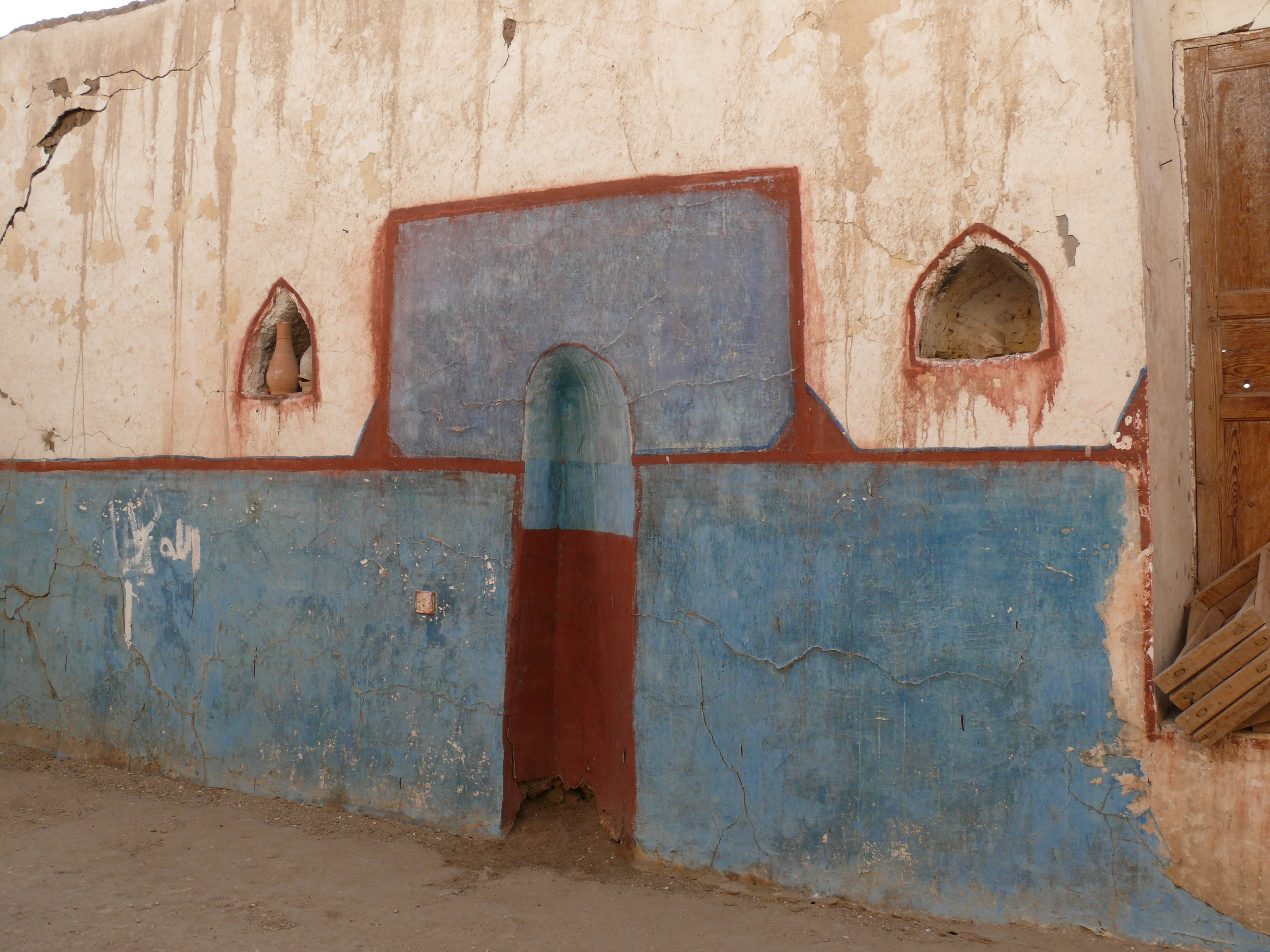
Einfach gestaltete Qibla-Wand in al-Qurna, Ägypten

Zu Beginn des Islams beteten die Muslime, entsprechend der jüdischen (und alten christlichen) Tradition, mit der Mohammed in dieser Hinsicht vertraut war, in Richtung al-Quds (Jerusalem). Die Überlieferungen in der Prophetenbiographie geben keine eindeutigen Auskünfte über die Gebetsrichtung des Propheten vor seiner Auswanderung nach Medina. Einigen Berichten zufolge beteten er und seine Anhänger in Richtung Jerusalem; andere Überlieferungen treten vermittelnd ein und besagen, Mohammed habe zwar in Richtung Jerusalem gebetet, aber dabei die Kaaba in dieser Richtung mitberücksichtigt. Nach der Hidschra, der Auswanderung Mohammeds und seiner Gefährten (sahaba) aus Mekka nach Medina, betete die islamische Gemeinschaft weiterhin in Richtung Jerusalem. Erst im zweiten Jahr nach der Hidschra, wahrscheinlich nach 16–17 Monaten – traditionell wird der 11. Februar 624 als Datum genannt –, änderte Mohammed die Gebetsrichtung auf die Kaaba in Mekka, eine historische Entscheidung, die auch im Koran nachzulesen ist.

„Wir sehen, dass du unschlüssig bist, wohin am Himmel du dich (beim Gebet) mit dem Gesicht wenden sollst. Darum wollen wir dich (jetzt) in eine Gebetsrichtung weisen, mit der du gern einverstanden sein wirst: Wende dein Gesicht in Richtung der heiligen Kultstätte (in Mekka)!“

„Der Grund für die Veränderung der jerusalemischen Gebetsrichtung liegt in der neuen Stellung zu den älteren Offenbarungsreligionen, die Muhammad allmählich in Medina gewonnen hatte. Während er sich früher den Juden und Christen nächstverwandt fühlte, bewog ihn die Erfolglosigkeit seiner Propaganda unter diesen, sich nach einer anderen Anknüpfung umzusehen, und er fand sie schließlich in der ‚Religion des Ibrahim‘, den eine Offenbarung eng mit der Ka'ba verflocht … So wurde der heidnische Kultusort zu einem Heiligtum des Islam und als solches zum Ort der Gebetsrichtung ebenso geeignet, wie es Jerusalem für die Juden war.“
In Sure 3 Vers 96–97 wird die Gründung des mekkanischen – ursprünglich heidnischen – Heiligtums in die allerersten Zeiten der Menschen zurückverlegt, es ist auch „der heilige Platz Ibrahims“ (dazu siehe auch Sure 2, Vers 125). Durch die Änderung der Gebetsrichtung von Jerusalem nach Mekka bekommt auch die – ursprünglich ebenfalls heidnische – Wallfahrt nach Mekka ihren endgültig islamischen Charakter: „Und die Menschen sind Gott gegenüber verpflichtet, die Wallfahrt nach dem Haus zu machen – soweit sie dazu eine Möglichkeit finden“ (Sure 3, Vers 97).

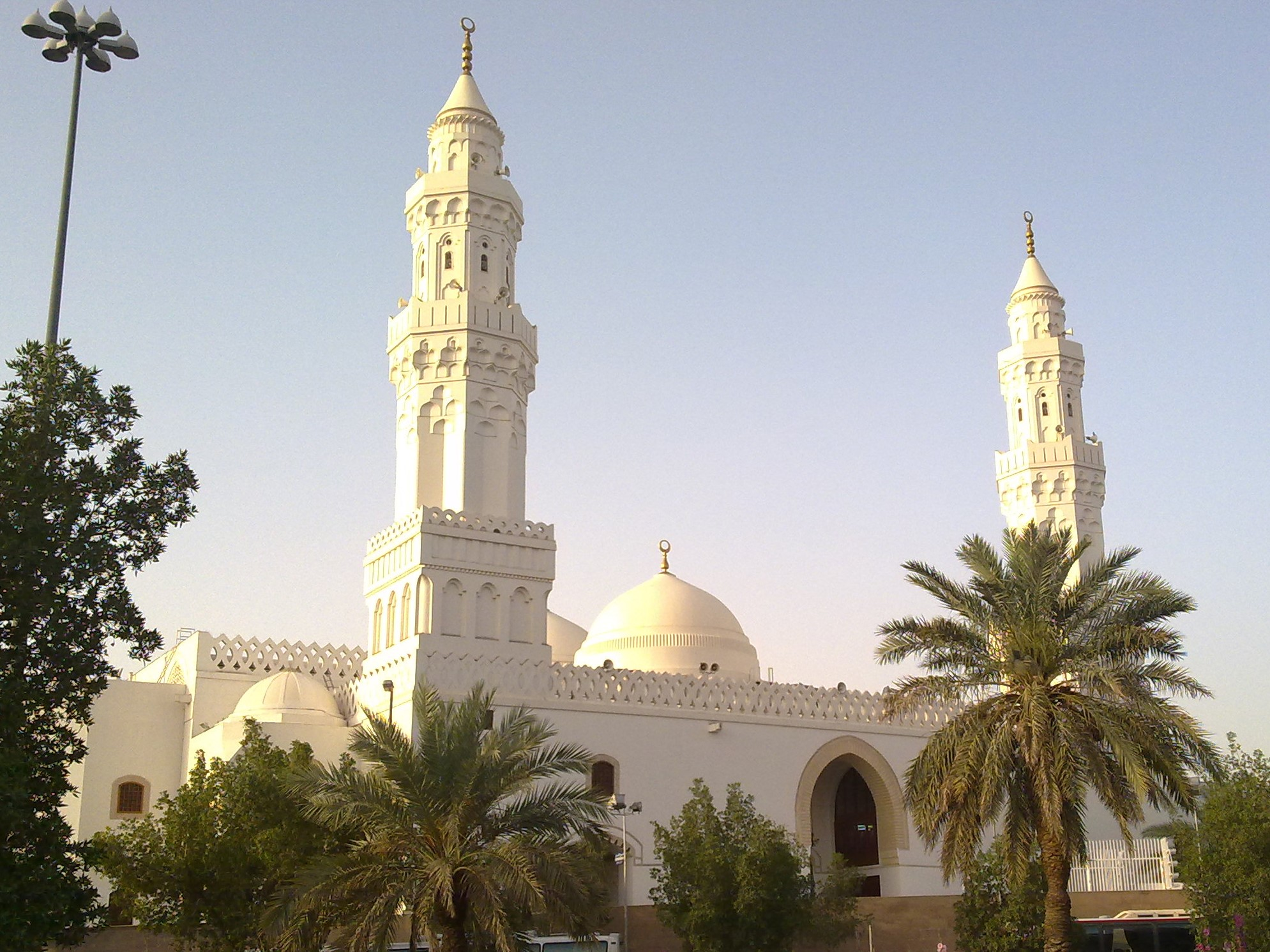
Die „Moschee der zwei Gebetsrichtungen“ (مسجد القبلتين) bei der Stadt Medina, Saudi-Arabien, markiert den Ort, an dem Mohammed die Gebetsrichtung von Jerusalem auf Mekka geändert haben soll.

Die Umorientierung von Jerusalem nach Mekka durch Gottes Befehl: „Wende dein Gesicht in Richtung der heiligen Kultstätte (in Mekka)!“ bedurfte schon zur Zeit Mohammeds einer „historischen“ Begründung. Dies geschah durch die Darstellung der sog. „Abrahamlegende“ aus islamischer Sicht. Mohammeds Anspruch auf Mekka, in dessen Richtung er und seine Gemeinde in Medina ab Dezember 623 / Januar 624 betete, liegt im Koran selbst begründet: es ist Abraham/Ibrahim – mit seinem Sohn Ismael –, der von Gott beauftragt worden war, die Unreinheit des mekkanischen Heiligtums zu beseitigen, damit dort die monotheistischen Riten des Islams durchgeführt werden konnten. Die Änderung der Qibla und die bis in die Gegenwart geltende Gebetsrichtung bestätigen nach islamischer Auffassung, dass die Aussagen über Abraham/Ibrahim und dessen Beziehung zum mekkanischen Heiligtum keine Legende, sondern historische Tatsachen sind.
Damit hat Mohammed seinen uneingeschränkten Anspruch auf das vorislamische Kaaba-Heiligtum, dessen Erbauer nach der islamischen Lehre Abraham (Ibrahim) gewesen ist, betont und den Islam als Fortsetzung und Vollendung des abrahamschen Monotheismus verstanden. Die Moschee bei Medina, in Qubāʾ, wo die Änderung der Gebetsrichtung stattfand, nannte man die „Moschee der zwei Gebetsrichtungen“ مسجد القبلتين masdschid al-qiblatain. Die Biographien der Prophetengefährten erwähnen die ersten Anhänger Mohammeds aus Mekka und Medina als eine Gruppe „die in beide Gebetsrichtungen gebetet haben“, um dadurch ihre frühe Bekehrung zum Islam hervorzuheben.
Die sunnitische Orthodoxie bezeichnet sich nach ihrem Selbstverständnis als „das Volk der Qibla und der Eintracht der Muslime“. Der Begriff „ahl al-qibla“ steht als Synonym auch für „ahl al-islam“, für die Muslime schlechthin ahl al-qibla wal-dschama'a / أهل القبلة والجماعة / ahlu ʾl-qibla wa-ʾl-ǧamāʿa

## Bestimmung

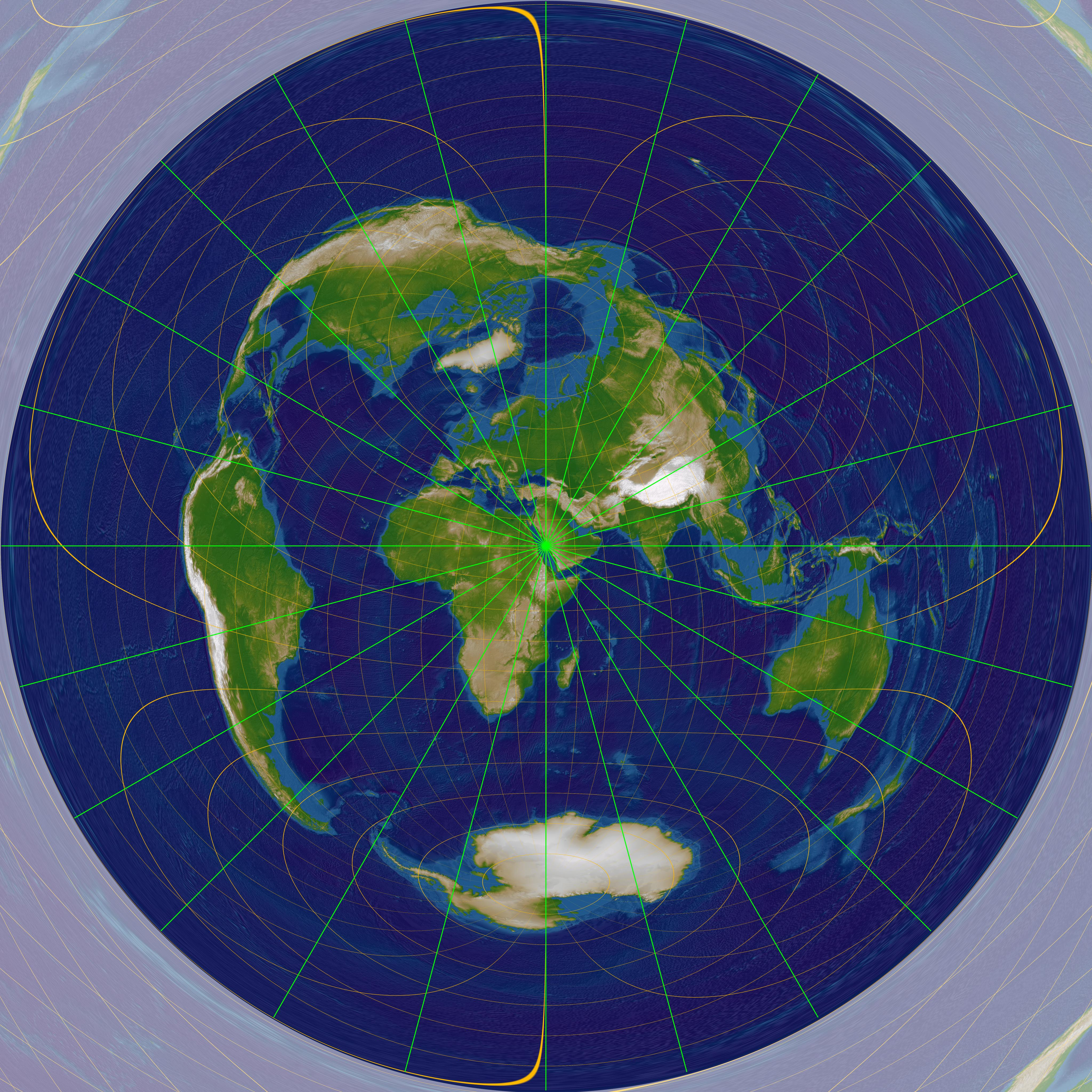
Weltkarte in mittenabstandstreuer Azimutalprojektion, zentriert auf die Kaaba in Mekka. So kann die Qibla leicht abgelesen werden.

Ein Hadith, der von ʿAbdallāh ibn ʿAbbās überliefert wird, besagt, dass „das Haus“, also die Kaaba, die Qibla für die Leute ist, die sich in der Heiligen Moschee aufhalten, die Heilige Moschee die Qibla für die Leute ist, die sich im Haram von Mekka aufhalten, und der Haram von Mekka die Qibla für die übrigen Erdenbewohner im Osten und Westen aus der islamischen Umma ist.
Die Methoden zur Bestimmung der Qibla waren in den frühen Jahrhunderten des Islams relativ einfach. In einem Traktat von al-Hasan ibn ʿAlī al-Umawī (spätes 12. Jahrhundert) über volkstümliche Astronomie wird erklärt, dass man sich in al-Andalus zur Bestimmung der Qibla in der Weise, dass sich der Himmelspol hinter der linken Schulter befindet, hinstellen und dann nach Süden schauen müsse. Dies erklärt auch, warum die Große Moschee von Córdoba mit ihrer Qibla-Wand genau nach Süden zeigt.
Nach traditioneller Lehre zeigt in den beiden Momenten jedes Jahres, in denen die Sonne über der Kaaba im Zenit steht, jeder Schatten auf der Erde genau in die entgegengesetzte Richtung der Qibla; so kann sie auch ohne Instrumente, nur mit Hilfe eines Kalenders und einer Uhr, zweimal im Jahr genau bestimmt werden. Diese Formel läuft mathematisch darauf hinaus, die Qibla entlang eines Großkreises, also nach der kürzesten Luftlinie, zu bestimmen; dieser Großkreis existiert im Gegensatz zu den Schatten auch auf der Nachtseite der Erde und kann dort zur Bestimmung der Qibla dienen. In Nordamerika gibt es Muslime, die die Bestimmung anhand der Kursgleiche bevorzugen, denn dort liefert die Großkreismethode eine eher nordöstliche Richtung, in Alaska sogar eine fast genau nördliche, während die Kursgleiche die intuitiv korrekter erscheinende südöstliche Richtung ergibt. Die meisten Muslime benutzen allerdings auch in Amerika die traditionellere Großkreis-Methode.
In islamisch geprägten Ländern ist oftmals (z. B. in Hotels) an der Zimmerdecke der Qibla-Pfeil in grün zu finden.

## Andere Verwendungen
Die Qibla hat auch in anderen Lebensbereichen der Muslime eine Bedeutung, denn man spricht neben dem Gebet auch die Fürbitte (Duʿāʾ) in Richtung Mekka. Das Schlachten von Tieren, nicht nur von Opfertieren, erfolgt ebenfalls mit dem Kopf des Tieres in Richtung Mekka. Muslimische Gräber sind so ausgerichtet, dass der Verstorbene auf der rechten Seite liegend mit dem Gesicht in Richtung der Qibla ruht. In Moscheen und ʿĪdgāhs wird die Gebetsrichtung durch den mihrab angezeigt.